# برج ایکونیک
برج ایکونیک (به عربی: البرج الأیقونی) یک ساختمان بلندمرتبه در مصر است که در پایتخت جدید اداری مصر واقع شده‌است.